# Tribune (Brits tijdschrift)
Tribune is een Brits politiek tijdschrift dat in Londen wordt uitgegeven. De redactie ervan werd in 1937 opgericht. Tribune was oorspronkelijk een krant, maar sinds 2001 wordt het als tijdschrift uitgegeven.
Het tijdschrift is onafhankelijk en wordt gezien als links van het politiek spectrum.